# Luc-en-Diois
Luc-en-Diois è un comune francese di 543 abitanti situato nel dipartimento della Drôme della regione dell'Alvernia-Rodano-Alpi.
Qua nacque il sociologo e sinologo Marcel Granet. 

## Società

### Evoluzione demografica
Abitanti censiti